# 阿拉吉山
12°59′39″N 39°30′13″E / 12.99417°N 39.50361°E

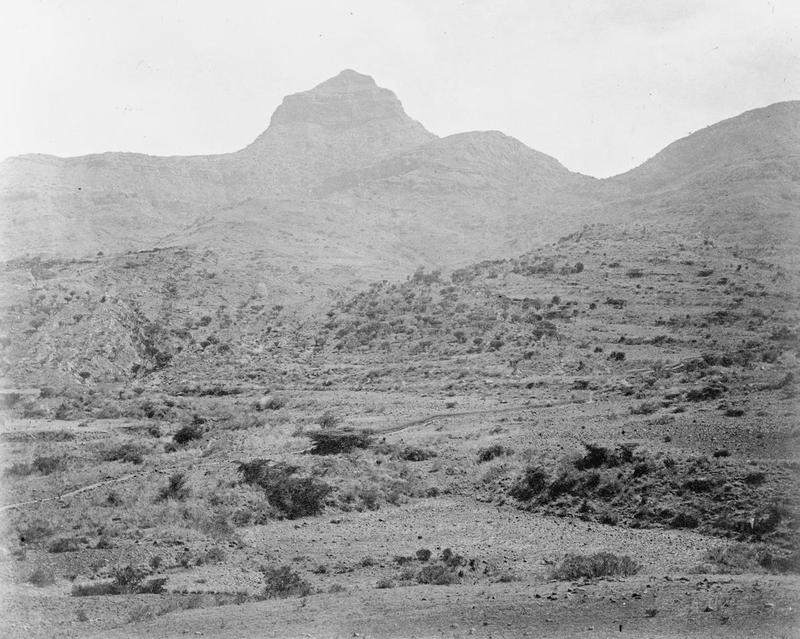

阿拉吉山是埃塞俄比亞的山峰，位於該國北部，處於提格雷州，距離首都亞的斯亞貝巴400公里，海拔高度3,438米，每年平均降雨量862毫米。